# Albert Pepin
Albert Honoré Joseph Papin (Bergen, 14 februari 1763 - Ghlin, 5 maart 1831) was een Zuid-Nederlands edelman.

## Geschiedenis
Michel Pepin, pensionaris van de Staten van Henegouwen werd in 1781 verheven in de erfelijke adel door keizer Jozef II.

## Levensloop
Albert Pepin, zoon van Michel (hierboven), werd voorzitter van de provinciale raad voor het Doornikse, grootbaljuw van Doornik en van het Land van Doornik.
In 1822 werd hij onder het Verenigd Koninkrijk der Nederlanden erkend in de erfelijke adel.
In 1800 trouwde hij met Marie-Françoise de Waziers-Wavrin (1774-1802). Zij was de dochter van Charles de Waziers-Wavrin, heer van Penes, Montignies-sur-Roc, Rampemont. Albert was lid van de adellijke stand in de Staten van Henegouwen en lid van de Ridderschap van Henegouwen. Ze hadden een enige dochter.